# B'z LIVE-GYM 2005 -CIRCLE OF ROCK-
『B'z LIVE-GYM 2005 -CIRCLE OF ROCK-』（ビーズ・ライブジム・ツーサウザンドファイブ・サークル・オブ・ロック）は、日本の音楽ユニット・B'zの映像作品。DVDで発売。

## 概要
B'z結成25周年を記念した、未発表ライブ映像作品3か月連続リリースの2作目。2012年11月19日に公式ファンクラブ「B'z Party」のオフィシャルサイトで、3か月連続リリースが発表された。
長期にわたるソロ活動期間を経て発表された14thアルバム『THE CIRCLE』を携え、2005年4月17日から9月19日まで行われたアルバムツアー『B'z LIVE-GYM 2005 "CIRCLE OF ROCK"』より、千秋楽である大阪ドーム公演を収録。本ツアーはアルバムタイトルにちなみ、B'z史上初となる「円形センターステージ」で行われ、ドーム公演ではステージの外周が可動式になり、これを用いた様々な演出が施された。
アルバム『THE CIRCLE』からは「Fly The Flag」「白い火花」「Brighter Day」が未演奏となった（「Brighter Day」は翌年の『プレミアムライブ』および『B'z LIVE-GYM 2012 -Into Free-』で演奏）。また、ホール・アリーナ公演のみ「Sanctuary」と「さまよえる蒼い弾丸」が演奏されていた。
ちなみに、本公演はそれまでベスト・アルバム『B'z The Best "Pleasure II"』の特典として「OCEAN」、42ndシングル『SPLASH!』の特典DVDに「愛のバクダン」「パルス」「Fever」、ライブDVD『B'z LIVE-GYM Hidden Pleasure 〜Typhoon No.20〜』に「juice」「BANZAI」「ultra soul」の映像が収録されていた。

## 演奏

### メンバー
- 松本孝弘：ギター、プロデュース
- 稲葉浩志：ボーカル

### サポートメンバー
- 増田隆宣：キーボード
- 大田紳一郎（from doa）：ボーカル＆ギター
- 徳永暁人（from doa）：ベース
- シェーン・ガラース：ドラム

## 収録内容

### DISC 1
1. X
  - オープニングナンバー。長めに編集された「THE CIRCLE」のインストゥルメンタルver.をバックにバンドメンバーが入場し、演奏スタート。ドーム公演から追加された。
2. パルス
  - アルバムの流れを組むように前曲から続けて演奏。イントロのアルペジオはシーケンスで流されており、尺が少し伸びている。
  - ホール・アリーナ公演では本曲がオープニングナンバーだった。
3. Fever
  - 恒例の「B'zのLIVE-GYMにようこそ！」に続いての演奏。本曲から客電が落とされる[3]。
4. イカロス
  - 回転する外周フロアにて演奏され、転調に合わせサビでスピードアップする演出が行われた。
5. アクアブルー
  - ギターソロ終わりで、稲葉がパフォーマンスの勢いでステージから落ちるという演出が行われた[3][注釈 2]。
6. 睡蓮
  - 前曲からアルバムの曲順通りに演奏された。Aメロ部分はCD音源でのファルセットではなく普通に歌唱している。
7. Mannequin Village
  - 『B'z LIVE-GYM '94 "The 9th Blues"〈PART1〉』以来、約11年ぶりの演奏。映像化は本作が初。
  - 曲名にちなみ、可動フロアには10数体の女性型マネキンが設置された[5]。間奏の語りがラップに変更されている。
8. 哀しきdreamer
  - リリースから約8年越しのライブ初演奏。映像化は本作が初。
  - 同公演では大田がアコースティック・ギターも担当していたが、原曲のアコースティック・ギターパートは松本がエレクトリック・ギターで演奏しており、アコースティック・ギターは使用されていない。
  - 前曲「Mannequin Village」と本曲はマスト・アルバム『B'z The "Mixture"』に未収録の2nd beatかつ、本作発売時点でも8cmシングル盤にのみにしか収録されていない入手困難な楽曲であった[注釈 3][注釈 4]。
9. BLACK AND WHITE
  - 冒頭に増田によるオルガンソロに乗せて黒装束のエキストラが現れ、外周フロアに松明がセットされた[5]。最後のサビにメロディーが追加されている。ホール・アリーナ公演ではこの後に「Sanctuary」が演奏されていた。
10. ALONE
  - 本曲の映像化は『"BUZZ!!" THE MOVIE』以来、約17年ぶり。演奏前に稲葉と徳永によるカウント練習が行われた。曲の最後では、メンバー全員のコーラスが披露された。
11. 今夜月の見える丘に
  - ギターソロはアルバム『ELEVEN』収録の「Alternative Guitar Solo ver.」に近いアレンジで演奏された。

### DISC 2
1. Happy Birthday
  - メンバー間の雑談の中で「B'zには誕生日を祝う曲がない」ことに気付いたことから急遽制作され、ツアーに間に合ったため未発表曲として演奏された。当時松本はリリースをしない旨をインタビューで語っていたが、翌年リリースの15thアルバム『MONSTER』に大幅にアレンジを加えた上で収録された。
  - 上記スタジオver.とは構成・アレンジが異なり、冒頭にサビがあるほか、ギターソロがある代わりにCメロが存在しない。イントロもギターとシンセのユニゾンではなく、ピアノとギターリフがメインであった。
  - ホールツアーではアンコール1曲目に演奏されており、アリーナツアー以降は「OCEAN」の追加に伴い本編のセットリストに加えられた。
2. love me, I love you
3. ねがい
  - レギュラーメニューとしては『B'z LIVE-GYM'98 "SURVIVE"』以来、約7年ぶりの演奏[注釈 5]。
  - アルバム『LOOSE』収録の「ねがい ("BUZZ!!" STYLE)」に近いアレンジで披露された。間奏ではサポートメンバーのソロパートおよびジャムセッションが追加[注釈 6]され10分近くの演奏となった。
4. juice
  - 曲の冒頭と終盤において、稲葉が時速20km/hで回転する外周フロアでマイクスタンドに掴まりながら歌う。ギターソロ後に恒例のコールアンドレスポンスが行われたが、一部カットされている[注釈 7]。稲葉の反対側には本ツアーのイメージイラストの旗と阪神タイガースの球団旗が設置されていた。
5. IT'S SHOWTIME!!
  - ホール・アリーナ公演では本曲の前に「さまよえる蒼い弾丸」が演奏されていた。
6. 愛のバクダン
  - 本編ラストナンバー。曲中に飛行船が登場し、会場に設置されていた機雷を割りピンクのハート風船が登場する。
7. OCEAN
  - ここからアンコール。当時の最新シングルで[5]、アリーナ公演より追加。ホール公演では「Happy Birthday」が演奏されていた。
8. BANZAI
  - 本ツアーがライブ初演奏。
9. ultra soul
  - アンコールラストナンバー。最初、原曲のイントロにある稲葉の「ウルトラソウル」という声がループされ、徐々に音が重なっていく。イントロでは、メンバーがセンターステージからスタンド近くまで瞬間移動する。

・退場SEとして『OCEAN』収録の「Dear my lovely pain」が流れる。楽曲のリリースはツアー中に行われたが、ここではギターソロ後のボーカルのキーが異なる未発表バージョンが使用された。